# Llengua umatilla
L’umatilla (tamalúut o imatalamłaamí sɨ́nwit) és una varietat del sahaptin meridional, part de la subfamília sahaptiana del grup dels penutianes de l'Altiplà. Era parlada durant els darrers temps del aborígens al llarg del riu Columbia i, per tant, també s'anomena sahaptin del riu Columbia. Avui dia el parlen com a llengua materna unes desenes d'ancians i alguns adults a la reserva Umatilla a Oregon. Algunes fonts afirmen que umatilla deriva d’imatilám-hlama: hlama que significa "els que viuen a" o "gent de" i encara es debat sobre el significat d'imatilám, però es diu que és una illa del riu Columbia. B. Rigsby i N. Rude esmenten el poble d’ímatalam que estava a la desembocadura del riu Umatilla on s'hi parlava.
Els umatilla pronuncien la paraula ímatalam. Una persona umatilla s'anomena imatalamłá (amb ł ortogràfic que representa /ɬ/) i la gent umatilla s'anomena imatalamłáma. Els nez perce es refereixen al poble umatilla com a hiyówatalampoo.

## Ús i esforços de revitalització
Al 2013 hi havia uns 50 parlants materns d'umatilla. L'idioma s'ensenya a la Nixyaawii Community School. "Hi ha sis instructors d'idiomes a temps complet a CTUIR (tribus confederades de la reserva índia d'Umatilla). La Nixyaawii Community School ha ofert classes d'idiomes umatilla, walla walla i nez perce durant l'última dècada i s'està desenvolupant un programa inicial Cay-Uma-Wa Head per tal d'arribar als nens mentre són joves. També hi ha recursos de vídeo en línia i l'escola d'immersió Tamaluut, un nou programa d'immersió lingüística per a nens de tres a cinc anys." El projecte lingüístic Wíyat'ish Naknúwit "For the Future" ha format parlants mitjançant un programa de mestre-aprenent. First Nations Development ha organitzat el Flash Story Camp en col·laboració amb el Departament d'Educació i Programa de Millora de la Llengua de Tamastslikt i les tribus confederades de la reserva Umatilla. Es preveia impartir al 2015 classes en umatilla a nivell de batxillerat. Hi ha interès a adaptar un currículum per a l'umatilla que s'ha utilitzat amb èxit en okanagan salish a l'escola Salish de Spokane.

El Umatilla Dictionary es va publicar el 2014 sota edició la University of Washington Press. Aquest diccionari documenta la llengua del poble umatilla a l'est de Cascade Range a Oregon i Washington. Treballant durant molts anys amb beques de lingüistes i antropòlegs, així com amb ancians de la reserva Umatilla, el lingüista tribal Noel Rude ha registrat minuciosament paraules, pronunciacions, frases i altres elements de la llengua umatilla. El diccionari inclou dades sobre gramàtica i lingüística comparativa que ubica la llengua umatilla al seu context lingüístic i històric i recopila les seves paraules, frases i construccions conegudes. El diccionari umatilla és una destacada obra per a les persones de les tribus confederades de la reserva d'Umatilla, la nació yakama i les tribus confederades de Warm Springs i s'afegeix al treball lingüístic creixent que fan les tribus i els estudiosos sobre llengües en perill d'extinció.

## Fonologia
Rigsby i Rude utilitzen un alfabet tècnic basat en la notació fonètica americanista per transcriure l'umatilla, encara que també existeixen altres ortografies pràctiques.

### Vocals
|      | Anterior | Central | Posterior |
| ---- | -------- | ------- | --------- |
| alt  | jo, iː   | ɨ       | u, uː     |
| baix |          | a, aː   |           |

Totes les vocals llargues s'escriuen com a grups de vocals curtes idèntiques.
- La pronunciació de /a/ va de [ɑ] a [ʌ] i canvia a [a] o [ɛ] quan va precedida o seguida de /y/.
- La pronunciació de /aa/ va de [aː] a [ɑː].
- La pronunciació de /i/ va de [ɪ] a [i] i canvia a [e] prop de /q qʼ x̣/.
- /ii/ té un desplaçament semblant a schwa abans de les uvulars i es desplaça a [e] després de les uvulars.
- /ɨ/ es pronuncia [ɨ], i pot baixar dialectalment a [ə] o [a].
- /u/ es pronuncia [u] i es desplaça a [o] prop de les uvulars.
- /uu/ es pronuncia [uː] i canvia a [o] prop de les uvulars.

Les vocals de diferent qualitat no apareixen mai als grups. Els diftongs admesos són els següents: /ay aay aw aaw iw iiw uy uuy/.

### Consonants
|                                  | Bilabial | Dental | Alveolar | Lateral | Alveopalatal | Velar | Labiovelar | uvular | labio- uvular | Laríngia |
| -------------------------------- | -------- | ------ | -------- | ------- | ------------ | ----- | ---------- | ------ | ------------- | -------- |
| Oclusiva i africada              | p        | t      | ts c     | tɬ ƛ    | tʃ č         | k     | kʷ         | q      | qʷ            | ʔ ʼ      |
| Oclusiva i africada glotalitzada | pʼ       | tʼ     | tsʼ cʼ   | tɬʼ ƛʼ  | tʃʼ čʼ       | kʼ    | kʷ'        | qʼ     | qʷ'           |          |
| Fricativa i continuador          |          |        | s        | ɬ ł     | ʃ š          | x     | xʷ         | χ x̣    | χʷ x̣ʷ         | h        |
| Nasal                            | m        | n      |          |         |              |       |            |        |               |          |
| Lateral                          |          | l      |          |         |              |       |            |        |               |          |
| Semivocal                        | w        |        |          |         | j y          |       |            |        |               |          |

Els grups consonàntics són comuns i mostren poques restriccions. Totes les paraules comencen amb una consonant, tot i que segons les convencions ortogràfiques, no s'escriu una parada glotal inicial davant d'una vocal i /ʼɨ/ inicial àtona no s'escriu abans de /mnl/ més una consonant. Es permeten grups inicials de fins a tres consonants (pccák 'pebre'), medials de fins a cinc consonants i finals de fins a quatre consonants (látx̣tx̣ 'cendres'). També es produeixen grups de consonants idèntiques: qqápni 'ximple', ččù 'tranquil·la'. Les laringals /hʼ/ solen aparèixer en posició inicial i de vegades en posició intervocàlica.

### Estructura de síl·labes
De moment, no s'ha escrit cap descripció detallada de l'estructura de la síl·laba en l'umatilla sahaptin.

### Accentuació
L'accent primari és distintiu i s'indica amb un accent agut. Es produeix en una síl·laba d'una paraula. L'accent es pot veure en els exemples següents: ámapa 'marit' (cas oblic) i amápa 'illa' (cas locatiu); páqʼinušana 'el va veure' i paqʼínušana 'el van veure (a ell)'. Els accents secundaris i menors no distintes es produeixen fonèticament i estan condicionats per entorns fonètics i sintàctics.

### Processos fonològics
L'alternança en les formes fonètiques dels morfemes és freqüent i sovint vocàlica.
Les alternances vocals resulten de processos (ablaut, epèntesi i truncament) que poden estar condicionats morfològicament o fonològicament.
Les alternances consonàntiques sorgeixen de dos processos: les parades velars /k kʼ/ poden palatalitzar a /c č/ i les africades /c č/ esdevenen /t/ abans de /s š/. Per exemple, /c/ + /š/ es converteix en /t/ + /š/.

## Morfologia
L'estructura morfològica de l'umatilla i altres dialectes sahaptins és sintètica a lleugerament polisintètica.Els processos utilitzats són clisis, reduplicació, ablaut, composició, supleció, ordre i el més habitual és l'ús d'afixos (en particular el de sufixació).Els substantius, adjectius i pronoms flexionen per nombre i cas. Hi ha tres categories de números: singular, dual i plural. El singular no està marcat. El dual està marcat pel sufix -in (amb al·lomorfs -win, -yn o -n segons la final). Hi ha dues maneres principals de marcar el plural: amb el sufix -ma (tílaaki-ma "dones") i per reduplicació total o parcial (pšwá 'pedra', pšwápšwa 'pedres'). Aquests dos marcadors de vegades poden coexistir en la mateixa paraula. Diversos substantius presenten marques de plural irregulars que podrien haver estat més utilitzades en el passat, com ara el prefix a- i el sufix -tu .Els verbs tenen la morfologia més complexa de totes les parts del discurs. La seva estructura interna es caracteritza per tres posicions principals:
1) El prefix pronominal:
Aquesta posició no està necessàriament ocupada, depèn dels aspectes de l'estructura de l'oració externs al verb.
2) el tema:
Pot estar compost per un o diversos elements. Els processos de derivació del tema inclouen nocions com ara la distribució de l'acció i la iteració de l'acció que s'expressa mitjançant la reduplicació d'una part o la totalitat del tema (i-ƛúp-ƛúp-ša "continua saltant amunt i avall", on ƛúp significa 'saltar'). També es produeixen afixacions de nocions adverbials: qá- 'de sobte', máy- 'al matí, twá- 'amb la vora d'un objecte llarg', tísɨm- 'mentre assegut'.
3) El complex de sufixos auxiliars:
El seu sistema flexional marca els verbs per tal de modular:
- estat d'ànim: indicatiu (no marcat), condicional i imperatiu
- aspecte: imperfectiu per a una acció en procés (sufix -ša, -šan), habitual per al caràcter habitual d'una acció (sufix -x̣a, -x̣an)
- tens
- direccionalitat dels verbs de moviment: sufix cislocatiu -ɨm (moviment o activitat cap o respecte al parlant), sufix translocatiu -kik (allunyament del parlant).

## Sintaxi
L'umatilla, com altres varietats del sahaptin, es caracteritza per una ordenació lliure de les paraules i un complex sistema de marcat de les minúscules.
Terminacions dels casos substantius
|                  | No humà        | Humans       | Humans         | Humans         |
|                  |                | Singular     | Dual           | Plural         |
| ---------------- | -------------- | ------------ | -------------- | -------------- |
| Sense marcar     | kʼúsi (cavall) | ɨwínš (home) | awínš en       | awínš ma       |
| Ergatiu invers   | kʼúsi nɨm      | ɨwínš nɨm    | no dual        | no plural      |
| ergatiu obviatiu | kʼúsiy in      | ɨwínš a      | no dual        | no plural      |
| Oblic            | kʼúsi na       | ɨwínš na     | awínš inaman   | awínš maaman   |
| Comitatiu        | kʼúsiy in      | ɨwínš a      | no dual        | no plural      |
| Genitiu          | kʼúsi nmí      | ɨwínš mí     | awínš inamí    | awínš maamí    |
| Benefactiu       | kʼúsiy ay      | ɨwínš míyay  | awínš inamíyay | awinš maamíyay |
| Datiu            | kʼúsi guada    | ɨwinš míyaw  | awinš inamíyaw | awinš maamíyaw |
| Al·latiu         | kʼúsi kan      | ɨwinš míkan  | awinš inamíkan | awinš maamíkan |
| Ablatiu          | kʼúsi kni      | ɨwinš míkni  | awinš inamíkni | awinš maamíkni |
| Instrumental     | kʼúsi ki       | ɨwinš míki   | awinš inamíki  | awinš maamíki  |
| Locatiu          | kʼúsi pa       | ɨwinš mípa   | awinš inamípa  | awinš maamípa  |